# Les Gaspards
Pour les articles homonymes, voir Gaspard.
Pour plus de détails, voir Fiche technique et Distribution.
Les Gaspards est un film français réalisé par Pierre Tchernia, sorti en février 1974.

## Synopsis
Jean-Paul Rondin (Michel Serrault) est libraire à Paris, près du Panthéon. Il est mécontent car sa boutique est située près d'un chantier de rénovation de la ville ordonné par le ministre des Travaux publics (Charles Denner).
Un soir, la fille de Rondin (Chantal Goya) disparaît brusquement après avoir quitté son groupe d'amis. Le commissaire Lalatte (Michel Galabru), que Rondin est allé voir, pense qu'il s'agit d'une fugue. Rondin décide de mener seul son enquête et d'aller explorer les sous-sols de Paris.
La disparition d'une vingtaine de touristes venus visiter les catacombes — parmi lesquels un jeune Américain du nom de Nixon, patronyme identique à celui du président des États-Unis à la même période — va finalement inciter Lalatte à réagir, d'autant que, parallèlement, certains objets disparaissent des musées et que des aliments sont volés dans les caves ou sous-sols des commerçants du quartier.
Il s'agit en fait de l’œuvre d'un groupe militant de la mouvance hippie, « les Gaspards » (terme argotique signifiant « les rats ») qui habitent les sous-sols de Paris. Menés par leur chef, Gaspard de Montfermeil (Philippe Noiret), ils ont enlevé ces individus afin que les travaux cessent et que le ministre cède.

## Fiche technique
Source IMDb
- Titre original : Les Gaspards
- Réalisation : Pierre Tchernia, assisté de Paul Feyder
- Scénario : Pierre Tchernia et René Goscinny[3]
- Décors : Willy Holt
- Costumes : Monique Dury
- Photographie : Jean Tournier
- Montage : Françoise Javet
- Musique originale : Gérard Calvi
- Production : Raymond Leblanc ; Saul Cooper (producteur délégué) ; Claude Miller (directeur de production)
- Société de production : Albina Productions, Les Films de la Seine, ORTF
- Pays de production :  France et  Belgique
- Langue originale : français
- Format : Couleur (Eastman) - 35 mm - 1,66:1 - son mono - procédé cinématographique : sphérique
- Genre : comédie
- Durée : 90 minutes
- Date de sortie : 
  - France : 6 février 1974

## Distribution
Source IMDb
- Michel Serrault : Jean-Paul Rondin
- Chantal Goya : Marie-Hélène Rondin, sa fille
- Philippe Noiret : Gaspard de Montfermeil, chef des « Gaspards »
- Michel Galabru : le commissaire Lalatte
- Annie Cordy : Ginette Lalatte, sa femme
- Charles Denner : le ministre des Travaux publics
- Marie-Pierre de Gérando : Jérôme Aubier, son directeur de Cabinet
- Bernard Musson : Albert Galmier, son huissier (non crédité)
- Bernard Lavalette : le ministre de l'Intérieur
- Paul Demange : le concierge du ministère des Travaux publics
- Gérard Depardieu : le facteur
- Jean Carmet : Paul Bourru, le marchand de vin
- Pierre Destailles : l'homme au chapeau blanc
- Daniel Ivernel : le clochard
- Gérard Hernandez :  l'inspecteur Hervé Balzac
- Henri Poirier : le brigadier Pommier
- Robert Rollis : Marcel Merlin, le chauffeur de bus
- Ruytchi Souzouki : le touriste japonais du bus
- Roger Carel : Alberto Sopranelli, le ténor (doublé au chant par Bernard Plantey)
- Prudence Harrington : Pamela Pendleton-Pumkin
- Hubert Deschamps : l'abbé Lestinguois
- Raymond Meunier : Mathieu
- Françoise Cingal : Sophie
- Jacques Legras : Georges Bougras
- Michel Muller : Nicolas
- Denise Metmer : Éva
- Jean-Claude Rémoleux : le contremaître / son jumeau
- Conrad Von Bork : Helmut Von Sturmundrang
- Reginald Lombad : Averell Nixon (non crédité)
- Christine Moneger : Cosette
- Nono Zammit : l'accordéoniste
- Claude Legros : l'ouvrier à la sortie des catacombes (non crédité)
- Philippe Dumat
- Gérard Lemaire
- Martin Trévières

## Production
La présidence de Georges Pompidou, qui succède au général de Gaulle après le référendum de 1969, est marquée par la mise en chantier de travaux considérables dans la capitale, comme l'extension du boulevard périphérique, l'aménagement du quartier de La Défense et des voies sur berges, la construction de la tour Montparnasse ou encore la destruction des Halles de Paris. Dans ce contexte, un mouvement écologiste et environnemental commence à se former, inspirant le scénario de René Goscinny et  Pierre Tchernia.
C'est la deuxième réalisation au cinéma de Pierre Tchernia après Le Viager en 1972. On retrouve certains acteurs : Michel Serrault, Bernard Lavalette, Jean Carmet, Michel Galabru et Gérard Depardieu, lequel va devenir célèbre un mois plus tard avec le film Les Valseuses.

## Distinctions
- Saturn Awards 1977 : Meilleur film fantastique[4]

## Autour du film
- Le DVD du film sorti en 2011 comporte en bonus une interview par Pierre Tchernia de Gilles Thomas, coauteur de l'Atlas du Paris souterrain (Parigramme, 2001  (ISBN 978-2-84096-191-8)).
- On peut y voir des images du trou de la construction du centre commercial Italie 2 ainsi que de la construction de La Défense.
- Chantal Goya entamera sa nouvelle carrière de chanteuse pour enfants quelques mois plus tard.